# Вільяда (Іспанія)
Вільяда (ісп. Villada) — муніципалітет в Іспанії, у складі автономної спільноти Кастилія-і-Леон, у провінції Паленсія. Населення — 1087 осіб (2010).
Муніципалітет розташований на відстані близько 230 км на північний захід від Мадрида, 44 км на північний захід від Паленсії.
На території муніципалітету розташовані такі населені пункти: (дані про населення за 2010 рік)
- Посуелос-дель-Рей: 15 осіб
- Вільяда: 1035 осіб
- Вільєльга: 9 осіб
- Вільємар: 28 осіб

## Демографія
Динаміка населення (INE ):